# Xian de Tianyang
Le xian de Tianyang (田阳县 ; pinyin : Tiányáng Xiàn) est un district administratif de la région autonome du Guangxi en Chine. Il est placé sous la juridiction de la ville-préfecture de Baise.

## Démographie
La population du district était de 338 300 habitants en 2010,dont 90.20 % de Zhuang, groupe ethnique principalement concentré dans cette région.